# Chaoyangmen

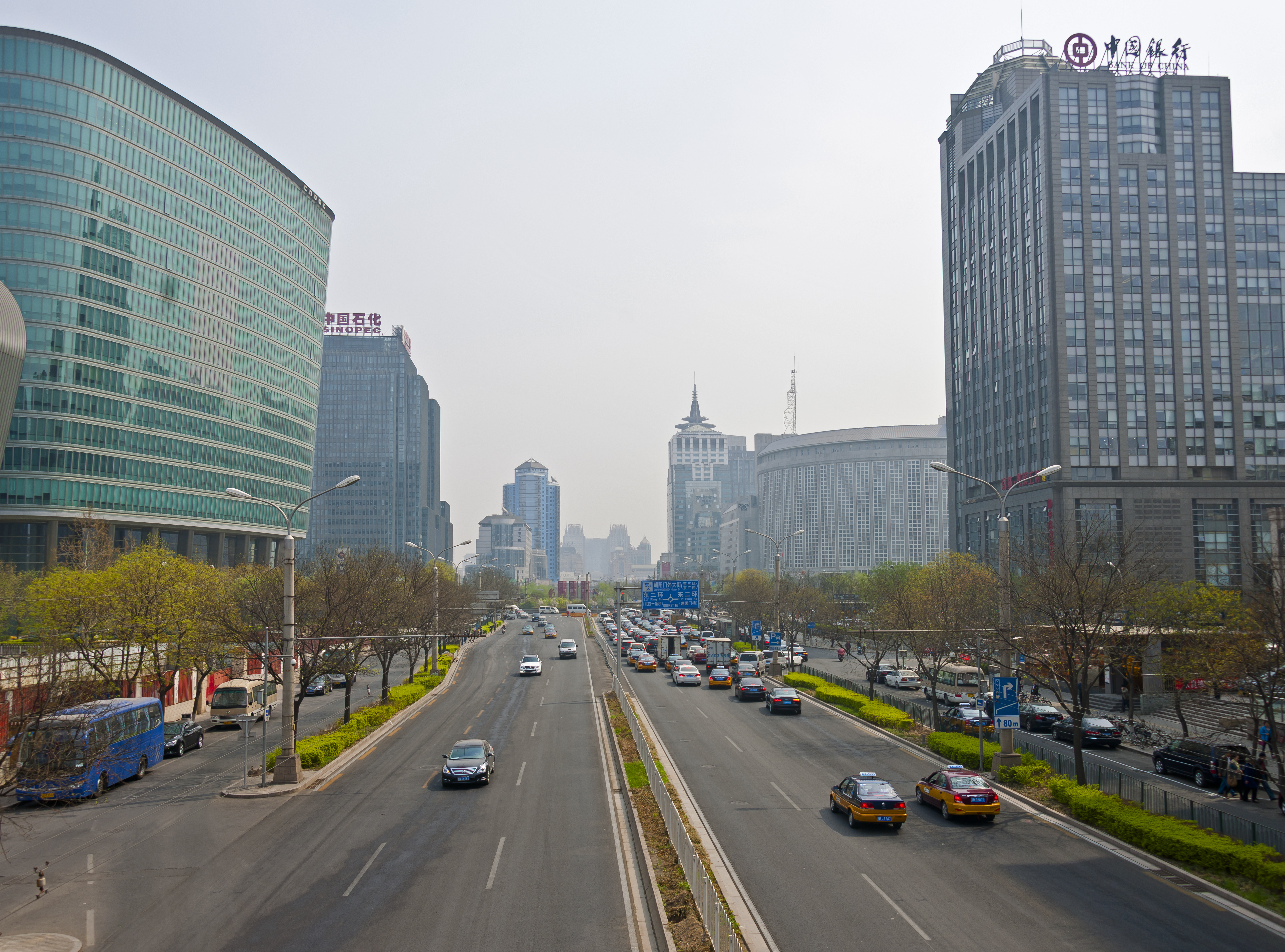
Vy öster ut längs Inre Chaoyangavenyn.

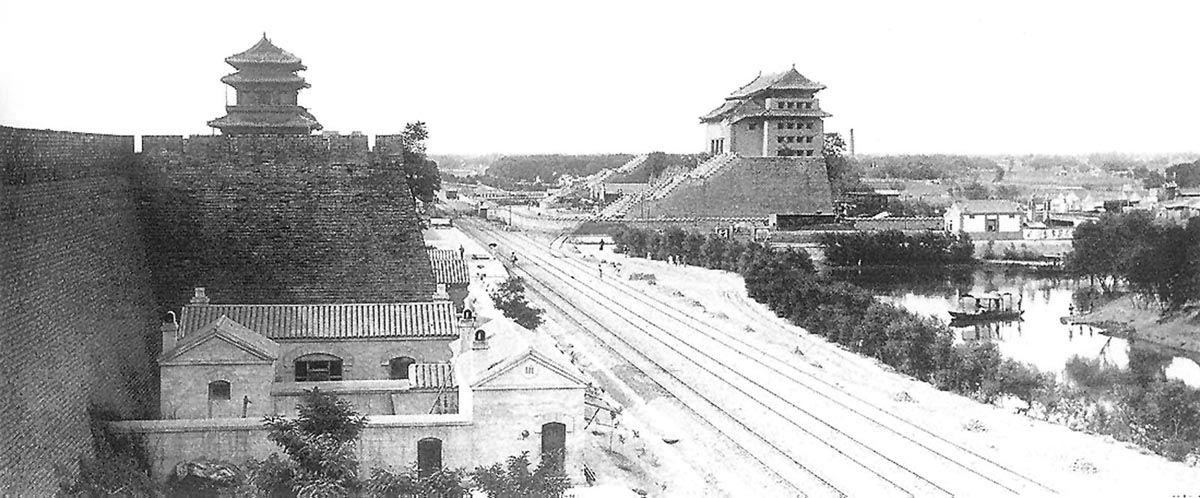
Den forna stadsporten Chaoyangmen, 1905.

Chaoyangmen (朝阳门; Cháoyángmén) var en port genom Pekings stadsmur i Kina som uppfördes 1419. I dag finns porten inte kvar utan Chaoyangmen är namnet på området kring den tidigare stadsporten. Chaoyangmenporten låg vid korsningen mellan östra Andra ringvägen och där Inre Chaoyangavenyn (朝阳门内大街) och Yttre Chaoyangavenyen (朝阳门外大街) möts i gränsen mellan Dongchengdistriktet och Chaoyangdistriktet
Chaoyangmen har gett namnet till Chaoyangdistriktet och är också en station i Pekings tunnelbana som trafikerar Linje 2 och Linje 6.